# 로지반 문법
로지반은 술어논리를 토대로 한 인공어이다. 그것은 "논리적인 언어 모임(Logical Language Group)"에서 1987부터 1997년 사이에 만들어졌다. 로지반은 사람이 말하도록 만들어졌으나, 이론적으론 컴퓨터도 말할 수 있다. 그것의 문법 대부분은 첫 "논리적인 언어"인 로글란에서 빌렸고, 그것의 특징 일부는 라아단에서 왔다. 로지반의 뿌리 단어들은 거의 다, 가장 넓게 쓰이는 여섯 자연어인 아랍어, 중국어, 영어, 힌디어, 러시아어, 스페인어에서 빌렸다. 로지반 문법 특유의 규칙성, 명확함, 응용성은, 더 일찍 언어를 만든 사람들은 쓸 수 없었던 수단인, 과학적인 언어학과 컴퓨터 프로그래밍에서 나왔다. 로지반이 입말로서 다른 언어들을 뛰어넘는 한 가지 장점은 다음과 같다: "로지반은 유럽어 문법의 한계를 뛰어넘는다. 그것은 명백하게 언어학적으로 보편적인 개념들을 통합해서, 자연어의 모든 다양성을 표현하는 것을 돕기 위해 필요한 것이 짜맞추어지며, 그 자연어들 중엔 유럽어가 아닌 것도 포함된다."

## 형식 문법
로지반 문장은 프로그래밍 언어들의 문장이 PEG, Yacc, 배커스-나우르 표기법같은 형식 문법들을 사용하는 것처럼 구문 분석될 수 있다. 쓸모있는 파서가 몇몇 있다.

## 음운론
로지반엔 홀소리가 여섯, 닿소리가 스물하나 있다. 낱소리들은 자소와 비례해서, 로지반이 음소와 하나씩 대응하는 문자(lerfu; 레르푸) 스물일곱을 가지고 있다는 것을 나타낸다. 로지반의 자소들은 형식에 따라 바뀌는데, 이 문서에선 로마자 양식을 쓰고 있고, 이 양식은 일반적으로 가장 보편적으로 쓰인다. 음소는 한편, 국제음성기호로만 정의된다.

## 형태론
로지반의 품사는 셋(브리블라〔brivla; 풀이말〕, 슈마보〔cmavo; 문법형태소〕, 슈메블라〔cmevla; 이름씨 낱말)〕이다. 그들 각각은 유일하게 확인하는 형태론적 특성을 가지고 있어서, 어떤 단어가 연속되는 말의 어느 부분인 지 명확하게 알아볼 수 있다. 그것들은 하위 분류로 더 나뉜다.
그리고 브리블라와 슈마보 일부에게 할당된 라프시〔rafsi; 접사〕도 있다.

### 브리블라(brivla) - 동사
- 두 음절 이상을 가진다.
- 끝에서 둘째 음절이 강세를 가진다.
- 둘쨋자음을 포함하는 첫 다섯 레르푸(lerfu)에서 자음군을 가진다. (최소한 둘 이상의 자음이 서로 붙어있다.)
- 자음으로 시작한다. (몇몇 푸히블라; fu'ivla를 제외하고.)
- 모음으로 끝난다.

lobypei(로버페이)같은 단어도 b와 p 사이의 특별한 붙이기 모음인 y가 무시돼서 자음군(b-p)이 있는 것으로 볼 수 있기 때문에 브리블라로 고려될 수 있다.
브리블라는 시제나 인칭이나 수를 나타내기 위해 굴절하지는 않는다.
브리블라의 하위분류는 다음과 같고, 몇몇 예시가 있다.